# エルネスト・マルセル
エルネスト・マルセル（Ernesto Marcel、 1948年5月23日 - 2020年6月29日）は、パナマ出身の元プロボクサー。元WBA世界フェザー級チャンピオン。王座を4度防衛に成功した。

## 経歴
長身、スピーディな試合巧者で、1971年11月11日、愛媛県松山市の愛媛県立ラグビー場特設リングで時のWBC世界フェザー級チャンピオン柴田国明に挑戦、柴田の強打を巧みに封じたが、引分けで涙を呑む。
しかし西城正三から王座を奪ったアントニオ・ゴメスに、1972年に挑戦し、判定勝ちしてWBA世界フェザー級王者となる。
前王者ゴメスや日本の根本重光らを相手にタイトルを4度防衛した後、チャンピオンのまま引退。これは母の希望に従ったものだという。最後の防衛戦で後の名王者アレクシス・アルゲリョを判定に退けた試合が光る。

## 通算戦績
- 47戦41勝（24KO）4敗2引分け